# Cantó de Pompey
El cantó de Pompey és un cantó francès del departament de Meurthe i Mosel·la, situat al districte de Nancy. Té sis municipis i el cap és Pompey.

## Municipis
- Champigneulles
- Frouard
- Marbache
- Maxéville
- Pompey
- Saizerais

## Història
| Data d'elecció                           | Identitat         | Partit        | Qualitat |
| ---------------------------------------- | ----------------- | ------------- | -------- |
| 1973-1976                                | Gérard Thirion    | Divers gauche |          |
| 1976-1982                                | Michel Antoine    | PCF           |          |
| 1982-1988                                | Antoine Trogrlic  | PS            |          |
| 1988-1994                                | Jacques Chérèque  | PS            |          |
| 1994-                                    | Jean-Marie Ulrich | PS            |          |
| les dades anteriors no són pas conegudes |                   |               |          |
|                                          |                   |               |          |

## Demografia
| A partir de 1990: Població sense dobles comptes |